# Protocol Data Unit
Una Protocol Data Unit (PDU) è l'unità d'informazione o pacchetto scambiata tra due peer entity in un protocollo di comunicazione di un'architettura di rete a strati.

## Descrizione
La PDU è composta da:
- Protocol Control Information (PCI), ovvero le informazioni di controllo quali, per esempio gli indirizzi, i numeri di sequenza e i flag; la PCI è generalmente posta in testa alla PDU (in tal caso è detta header) o in coda (trailer o footer).[1]
- Service Data Unit (SDU), ovvero i dati da trasmettere. La SDU costituisce il payload della PDU ed è generalmente ottenuta a partire dalle PDU degli strati più in alto nella pila protocollare.[1]

### PDU nel modello OSI
Nel modello ISO/OSI sono definiti diversi tipi di PDU una per ogni strato del modello:
- APDU, Application, a livello di applicazione (detta anche 'messaggio')
- PPDU, Presentation, a livello di presentazione
- SPDU, Session, a livello di sessione
- TPDU, Transport, a livello di trasporto (detto anche segmento)
- NPDU, Network, a livello di rete (detto anche pacchetto o datagramma)
- LPDU, Link, a livello di collegamento (detto anche trama o frame)
- bit o simboli, a livello fisico[2]

Ogni PDU ha un formato caratteristico che implementa le specifiche del relativo protocollo.